# Ptygonotus chinghaiensis
Ptygonotus chinghaiensis är en insektsart som beskrevs av Ying 1974. Ptygonotus chinghaiensis ingår i släktet Ptygonotus och familjen gräshoppor. Inga underarter finns listade i Catalogue of Life.